# فراخ‌برگ ایسلندی
فراخ‌برگ ایسلندی (نام علمی: Cetraria islandica) نام یک گونه از تیره فراخ‌برگان است.

## نگارخانه

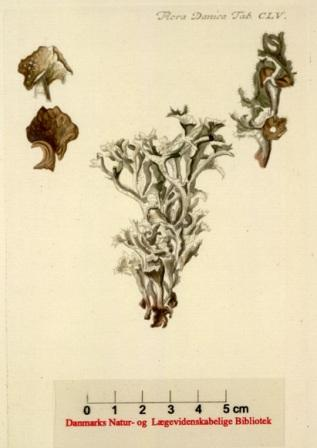
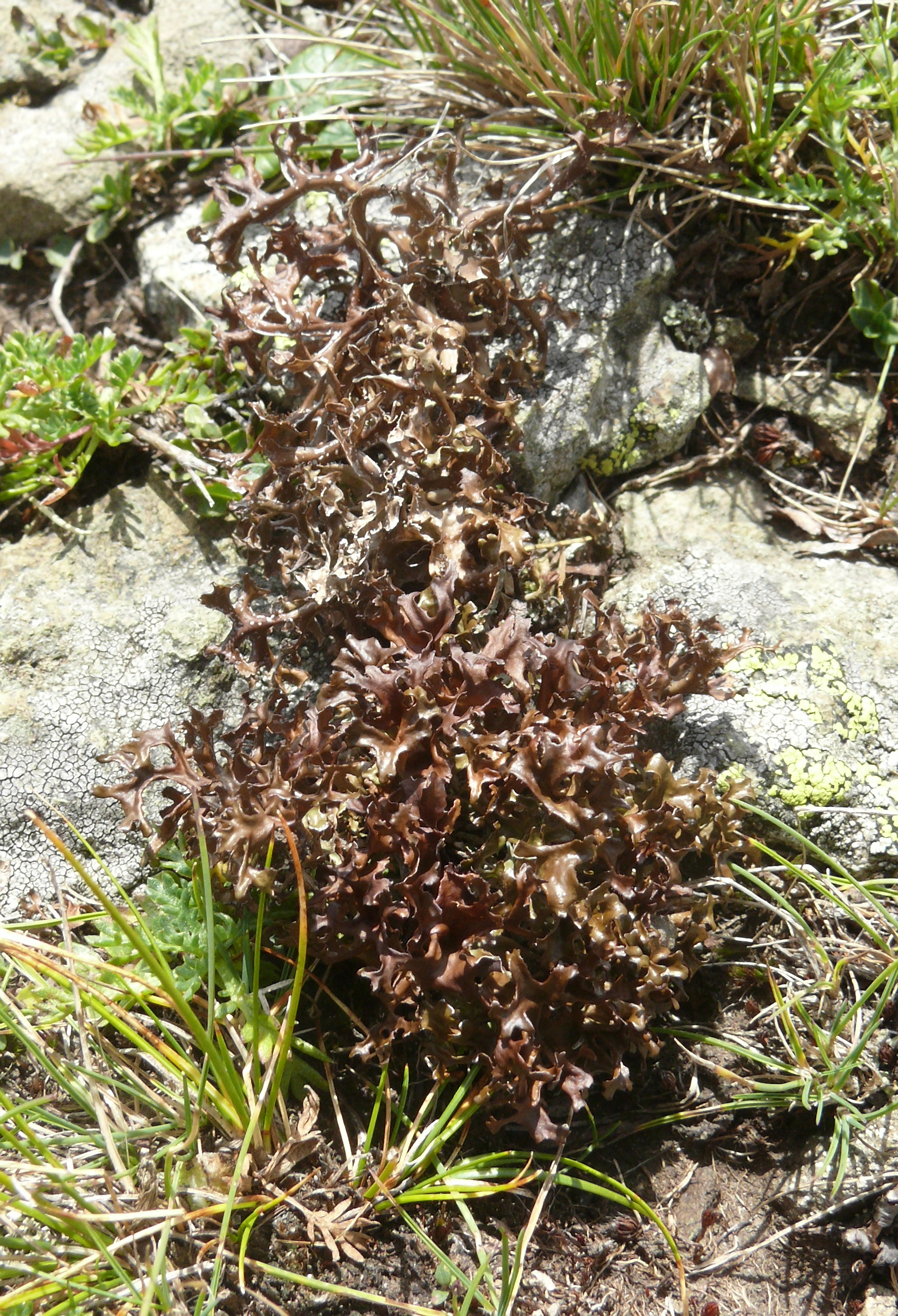
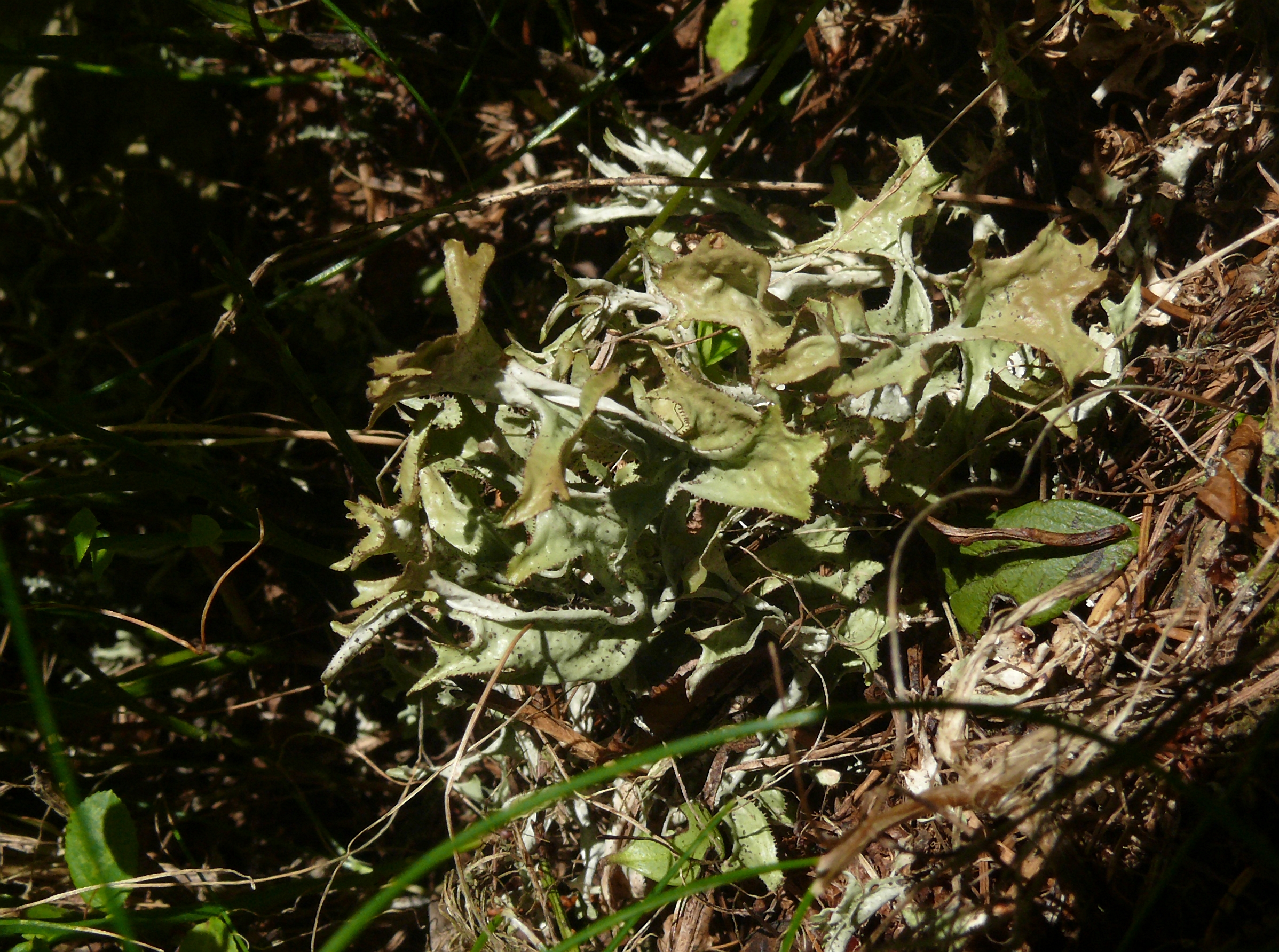
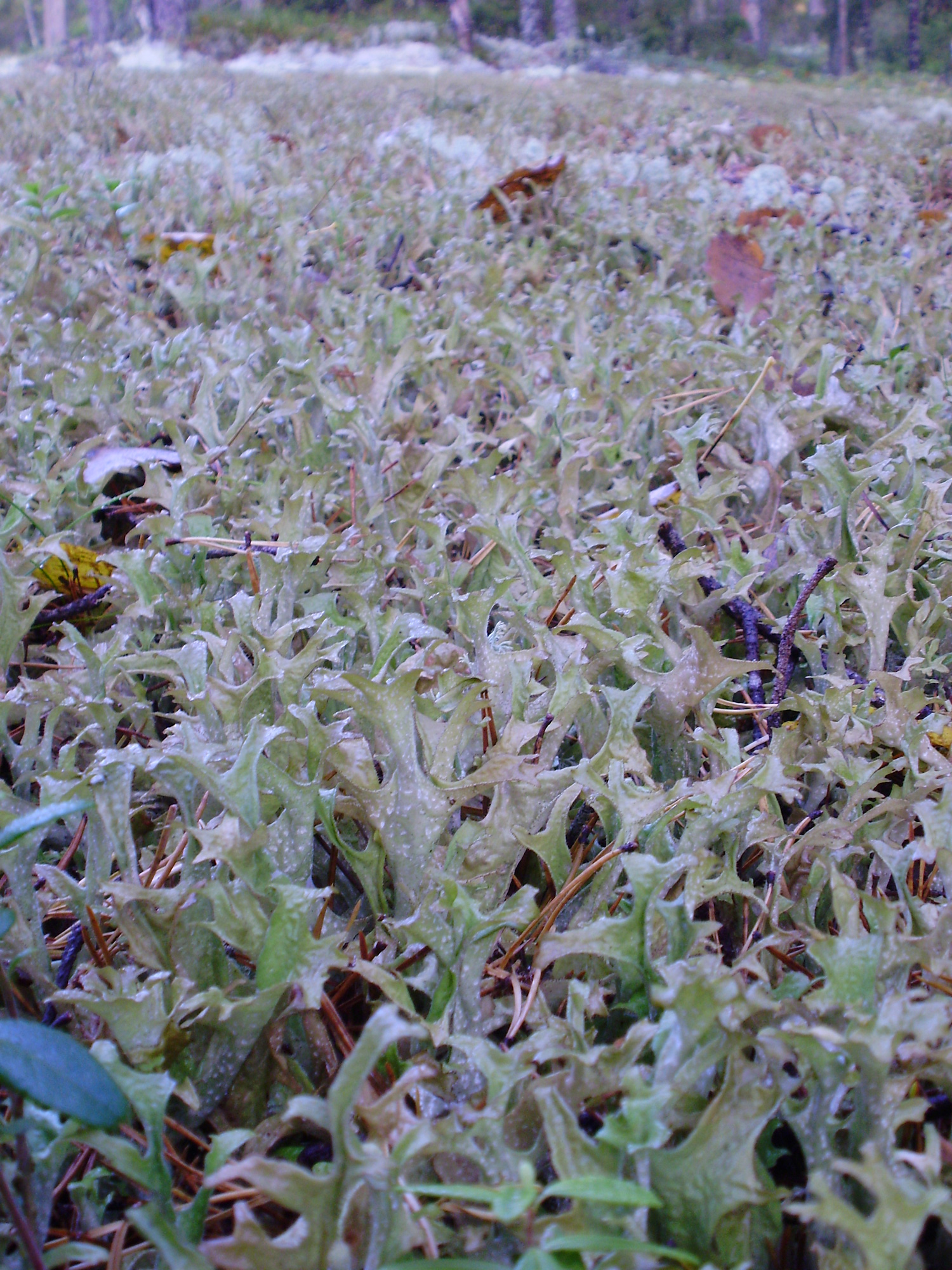
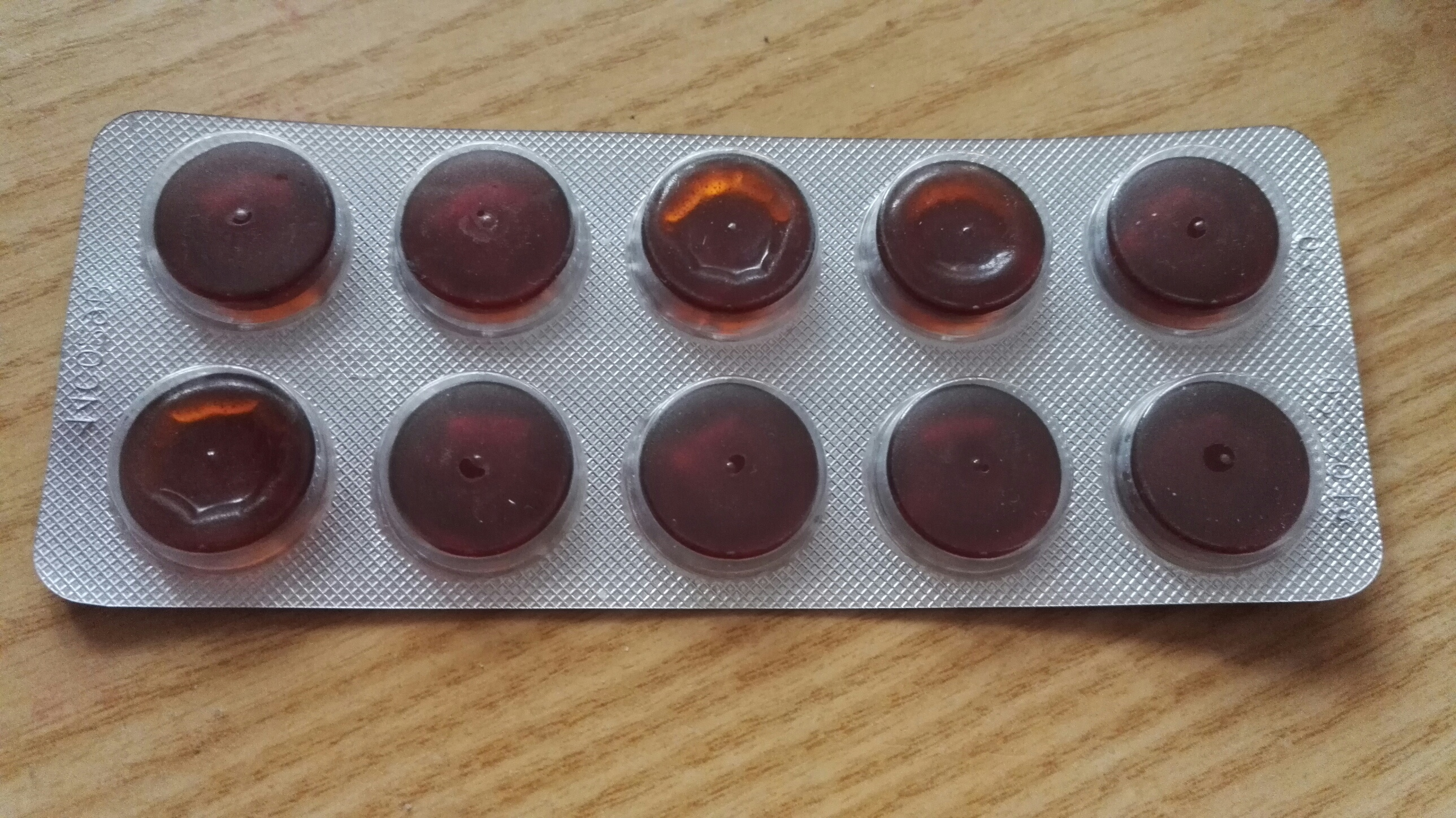